# 사냥개들
《사냥개들》(영어: Bloodhounds)은 넷플릭스에서 2023년 6월 9일 공개된 대한민국의 범죄, 액션 드라마이다.

## 제작진

### 제작사
- 아워플레이스 장소

### 원작
- 정찬 《사냥개들》

## 각본 & 연출
- 김주환 : ( 영화 《청년경찰》(각본&감독), 영화 《사자》(각본&감독), 영화 《멍뭉이》(각본&감독) 등 각본&감독 )

## 출연진

### 주요 인물
- 우도환 : 김건우 역
- 이상이 : 홍우진 역
- 허준호 : 최 사장 역
- 박성웅 : 김명길 역

### 스마일 캐피탈
- 태원석 : 강인범 역
- 하수호 : 임장도 역
- 조완기 : 김준민 역
- 배제기 : 양재명 역
- 홍준영 : 정 팀장 역
- 박민정 : 임 마담 역

### 최 사장 주변 인물
- 김새론 : 차현주 역
- 이해영 : 황양중 역
- 류수영 : 이두영 역
- 박훈 : 문광무 역
- 민경진 : 오인묵 역
- 정다은 : 오다민 역

### 그 외 인물
- 시원 : 홍민범 역
- 최영준 : 민강용 역
- 윤유선 : 윤소연 역

## 수상 목록
- 2023년 제14회 코리아 드라마 어워즈 남자 우수 연기상 (이상이)

## 참고 사항
- 박성웅과 윤유선은 영화 《무방비도시》 이후로 15년 만에 재회하는 작품이며, tvN 월요 드라마 《버디버디》 이후로 12년 만에 재회하여 캐스팅 되었다.
- 조완기와 류수영은 KBS 2TV 주말 드라마 《아버지가 이상해》 이후로 6년 만에 재회하여 캐스팅 되었다.
- 배제기는 KBS 2TV 수목 드라마 《진검승부》 이후로 1년 만에 재회하여 캐스팅 되었다.
- 배제기와 류수영은 MBC 수목 드라마 《투윅스》 이후로 10년 만에 재회하여 캐스팅 되었다.
- 홍준영은 영화 《범죄도시 3》 이후로 1개월만에 재회하여 캐스팅 되었다.
- 이해영과 박훈은 영화 《공조 2: 인터내셔날》 이후로 1년 만에 재회하여 캐스팅 되었다.
- 최영준은 tvN 토일 드라마 《우리들의 블루스》 이후로 1년 만에 재회하여 캐스팅 되었다.